# Startovací komplex 39B
Startovací komplex 39B (anglicky Launch Complex 39B, zkratka LC-39B) je druhá ze tří startovacích ramp startovacího komplexu 39, který se nachází v Kennedyho vesmírném středisku na mysu Canaveral na Floridě ve Spojených státech amerických. Rampa spolu s rampou LC-39A byla postavena pro nosnou raketu Saturn V, která byla v té době nejvýkonnější raketou Spojených států. Rampa se však nadále používá ke odpalování vesmírných misí NASA s posádkou i bez od konce 60. let 20. století. Od roku 2022 je konfigurována pro použití raketou Space Launch System (SLS), nosnou raketou používanou v programu Artemis.

## Historie

### Program Apollo
V roce 1961 prezident Kennedy navrhl Kongresu cíl – přistání člověka na Měsíci do konce desetiletí. Souhlas Kongresu vedl ke spuštění programu Apollo, který vyžadoval masivní rozšíření agentury NASA, včetně rozšíření startovních míst na přilehlý Merritt Island.
Startovací komplex 39B byl navržen pro starty rakety Saturn V, v té době největší a nejvýkonnější nosné rakety světa, která měla pohánět kosmickou loď Apollo k Měsíci. První start v květnu 1969 byl také jediný start Saturnu V, který odstartoval právě z rampy LC-39B, jinak byly všechny rakety Saturnu V odpalovány z rampy LC-39A.
Po misi Apollo 17, v roce 1972, byla rampa 39B použita pro starty nosné rakety Saturn IB. Odpalovací zařízení tak bylo upravena pro tuto raketu přidáním prodlužovací plošiny na odpalovací podstavec.

### Space Shuttle
S příchodem programu Space Shuttle na počátku 80. let 20. století byla původní struktura odpalovacích ramp přemodelována pro potřeby nového raketoplánu. Všechny starty raketoplánů až do ledna 1986 byly odpalovány z rampy LC-39A, ale raketoplán Challenger byl první, který odstartoval z rampy 39B. Právě tento raketoplán, na misi STS-51-L, se během svého startu po několika desítkách sekundách zničil a zahynuli všichni na palubě.
Ze startovacího komplexu 39B následně vzlétlo dalších 53 startů raketoplánů až do prosince 2006, kdy raketoplán Discovery odstartoval z rampy naposledy během mise STS-116, přičemž zbývající lety programu odstartovaly z rampy 39A. Jako záloha poslední mise, STS-125, raketoplánu k Hubbleovu vesmírnému dalekohledu odpálenému z rampy 39A v květnu 2009 byl raketoplán Endeavour umístěn na LC-39B, pokud by bylo potřeba zahájit záchrannou misi STS-400.

### Program Constellation
Startovací komplex 39B byl následně překonfigurován pro start rakety Ares I jako součást programu Constellation. Z rampy však vzlétl pouze jeden testovací let Ares I-X, jelikož byl následně program Constellation zrušen.

### Meziobdobí
Po testovacím letu Ares I-X v roce 2009 NASA odstranila fixovanou servisní věž z rampy poprvé od roku 1977. Díky tomu je rampa dostupná pro vícero raket, které dorazí na rampu se svými servisními věžemi na mobilních odpalovacích platformách.

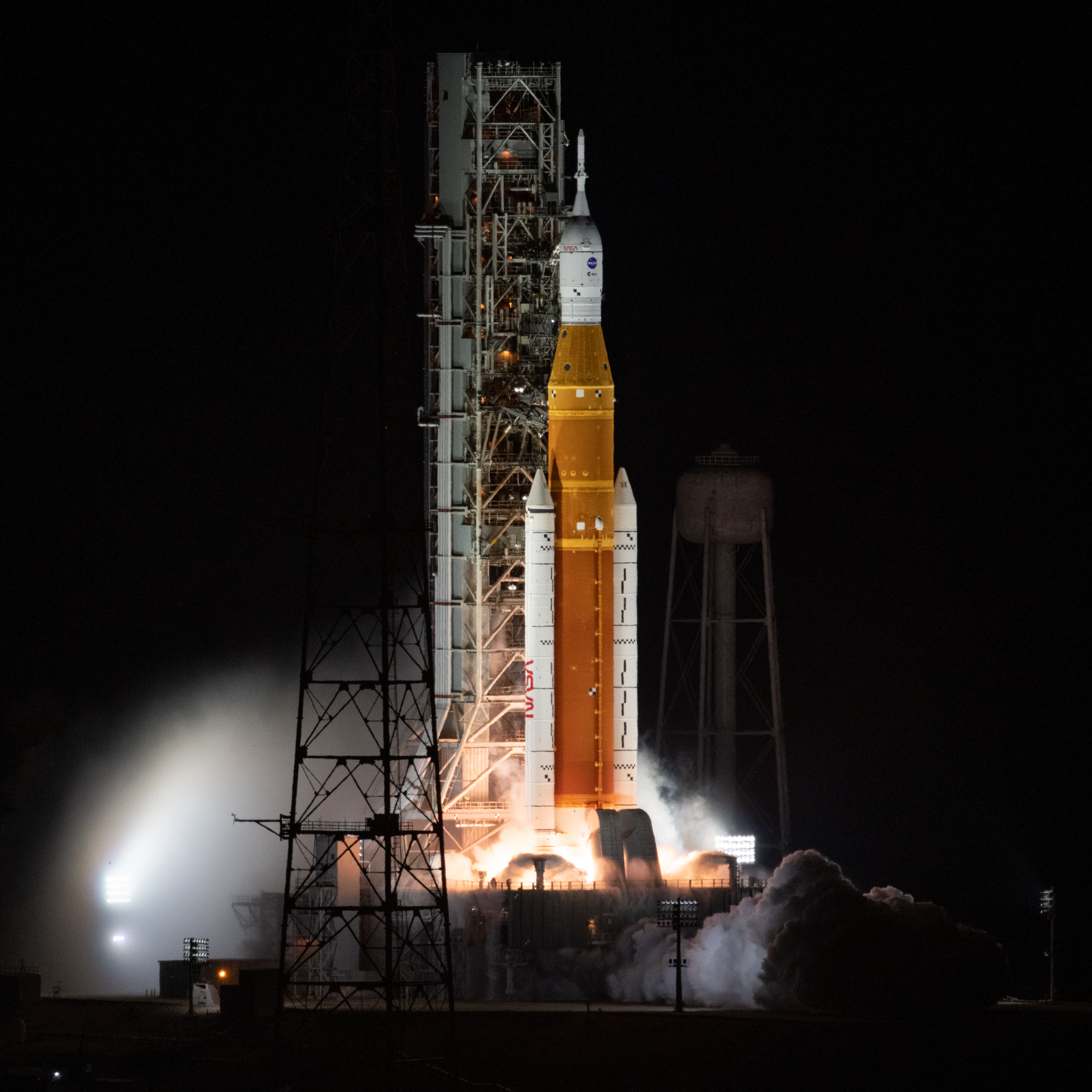
Raketa SLS během mise Artemis I, těsně po zažehnutí motorů.

V roce 2014 NASA oznámila, že zpřístupní rampu LC-39B komerčním společnostem v době, kdy ji nebude využívat pro svůj Space Launch System. NASA následně uzavřela smlouvu s Orbital ATK, aby mohla společnost používat rampu 39B pro jejich nosnou raketu OmegaA. V září 2020 však společnost Northrop Grumman zrušila vývoj rakety OmegA předtím, než došlo k jakémukoli startu.

### Program Artemis
Od listopadu 2022 je rampa určená pro vzlety nosné rakety Space Launch System. 16. listopadu 2022 v 06:47:44 UTC byla ze startovacího 39B vypuštěna první nosná raket Space Launch System (SLS) jako součást programu Artemis I. Naplánovány jsou také další vzlety programu Artemis – Artemis II až Artemis VI, přičemž by všechny měly vzlétat z rampy 39B. Pro tyto potřeby byl také znovunavržen systém potlačení zvuku, nově pod označením IOP/SS (Ignition Overpressure and Sound Suppression System) a byl zrekonstruován příkop pro odvod spalin.